# Transcription alphabétique des langues mayas
Divers systèmes de transcription des langues mayas par l'alphabet latin ont été employés depuis la conquête espagnole au XVIe siècle. Ils avaient le principal désavantage de ne pas être uniformes. 

## Une transcription officielle
Au cours des dernières années, les Mayas eux-mêmes ont conçu un système de transcription en alphabet latin qui est de plus en plus employé par les mayanistes (spécialistes de la civilisation maya). En 1989, le ministère de la Culture et des Sports du Guatemala l'a reconnu et publié « Acerca de los alfabetos para escribir los idiomas Maya de Guatemala » de Margarita López Raquec comme document officiel de référence.

## Principes de la transcription
Quelques points simples :
- une apostrophe (') derrière une consonne indique que celle-ci se prononce en fermant la glotte
- la lettre u se prononce [u] ("ou" français)
- la lettre x se prononce [ ʃ ] ("ch" français)
- le digramme ch se prononce [ t͡ʃ ] ("tch" français)
- le digramme tz se prononce [t͡s] ("ts" français)
- la lettre j se prononce [ x] (comme en espagnol)
- une voyelle simple est courte, une voyelle double est longue

## Utilisation de l’apostrophe
À l’époque de la publication du document de référence, on avait l’habitude d’utiliser l’apostrophe dite ASCII aussi comme partie constituante de l’orthographe, où l’on emploie aujourd’hui de préférence la lettre apostrophe U+02BC, qui permet à la représentation informatique des langues de mieux fonctionner.